# Histoire des troubles mentaux
L'histoire des troubles mentaux remonte à de nombreux siècles, de l'ère préhistorique jusqu'à l'époque actuelle et moderne. De nombreux peuples, de diverses cultures, ont donné leurs opinions et leur perception sur ce qu'étaient les troubles mentaux. De grands penseurs tels que Platon ou Socrate se sont penchés sur ces anomalies mentales.

## Ère préhistorique
Il existe quelques sources indiquant que les troubles mentaux remontent depuis l'ère préhistorique. La psychologie évolutionniste suggère que certaines dispositions génétiques, mécanismes psychologiques et demandes sociales étaient présentes, mais que certains troubles se seraient développés à la suite de divers facteurs environnementaux. Certaines anomalies comportementales ont été détectées chez les grands singes non-humains.
Durant l'ère néolithique, la pratique de la trépanation (prouvée par de grands trous dans les squelettes déterrés après des siècles) était courante, sans doute dans le but de guérir les maux, ou plus précisément les troubles mentaux.

## Civilisations ancestrales

### Égypte et Mésopotamie
Quelques notes d'un ancien document de l'Égypte antique (document connu sous le nom de Papyrus Ebers) semble décrire certains déficits de la concentration et de l'attention, ainsi qu'une détresse émotionnelle en provenance du cœur et de l'âme. Certains de ces déficits ont été interprétés comme justifiant des signes d'hystérie et de mélancolie. Des liquides biologiques et des incantations magiques servaient de traitements somatiques. Des hallucinogènes auraient apparemment été utilisés pour guérir les symptômes des maladies. 

### Inde
Les anciennes écritures hindoues, connues sous les noms de Ramayana et Mahabharata, contiennent des descriptions fictives de dépression et d'états anxieux. La perception des troubles mentaux impliquait des entités métaphysiques, de pouvoirs surnaturels, de sorcelleries ou pouvoirs maléfiques. Un document, nommé Charaka Samhita, datant de 600 ans av. J.-C., partie intégrante de l'Ayurveda (« connaissance de la vie ») hindoue, considérait que la maladie mentale était une perturbation de l’équilibre des différents éléments qui constituent l'homme. De différents troubles de la personnalité ont également été décrits, tous liés à l'inquiétude et à la difficulté. Les causes provenaient d'une nutrition peu convenable ; le non-respect envers les dieux, professeurs et autre ; un choc psychologique à la suite d'une peur ou d'une joie excessive ; et certaines activités physiques traumatisantes. Les traitements devaient impliquer l'utilisation d'herbes médicinales, de pommades, d'incantations, de prières, de persuasion morale et émotionnelle.

### Chine
Les troubles mentaux ont été principalement traités grâce à la médecine traditionnelle chinoise par l'utilisation d'herbes médicinales, de l'acuponcture ou de la "thérapie émotionnelle". Le Classique interne de l'empereur Jaune décrit les symptômes, mécanismes et thérapies pour les maladies mentales, associant l'organisme du corps aux émotions. Les conditions comprenaient cinq étapes ou éléments ainsi que le déséquilibre du yin et du yang.

### Hébreux et Israélites
L'ancienne nation d'Israël était formée d'individus d'origine mésopotamienne et égyptienne. Le concept d'un unique Dieu, comme incombé dans le judaïsme, a mené à la conclusion que les troubles mentaux étaient un problème différent, non pas causés par un Dieu, mais plutôt causés par une relation instable entre l'individu et Dieu. Des passages de la Bible hébraïque / l'Ancien Testament décrivaient quelques cas de troubles de l'humeur.

### Grecs et Romains
Certains savants durant l'ère de la Grèce antique supposaient que les maladies étaient causées par les quatre tempéraments du corps. Hippocrate (460-377 av. J.-C.), influencé par la théorie des quatre éléments, suggère une triade de troubles mentaux incluant la mélancolie, la manie et la phrénite (un sévère trouble mental accompagné de fièvre). Il parle également de certaines maladies telles que la phobie, et est crédité comme le premier penseur à rejeter les explications surnaturelles ou divine de la maladie mentale. Il pense que ces troubles sont, en réalité, causé par des facteurs environnementaux, de mauvaises habitudes alimentaires ainsi que de l'hygiène de vie, et non pas par une punition infligée par les Dieux. Platon (427-347 av. J.-C.) explique qu'il existe deux types de maladie mentale : la maladie mentale « divinement inspirée » donnant à l'individu des pouvoirs prophétiques, et un second type causé par une maladie physique. Aristote (384-322 av. J.-C.), ayant étudié grâce à l'aide de Platon, abandonne la théorie de la maladie mentale divinement causée et suggère plutôt que les troubles mentaux sont causés par les problèmes physiques.
Dans la Rome et la Grèce antique, la folie était stéréotypée et associée à une errance sans but ainsi qu'à la violence. Cependant, Socrate y voyait quelques aspects positifs comme des initiations mystiques ; une inspiration poétique, et la folie des mœurs. Perçu comme un véritable penseur et fondateur de la philosophie, Socrate admet librement qu'il faisait l'expérience d'hallucinations (qu'il a, par la suite, appelé ses « démons »). Pythagore entendait également des voix.
À travers un long contact avec la Grèce Antique, ainsi que durant leur conquête, les Romains s'inspirent de la maitrise médicale grecque. La théorie des quatre tempéraments est alors répandue. Le physicien grec Asclépiade (124 – 40 av. J.-C.), localisé à Rome, désapprouve la théorie d'Hippocrate, et insiste plutôt sur les causes liées à l'hygiène de vie. Arétée (30-90) explique qu'il est difficile de savoir réellement d'où proviennent les troubles mentaux. Galien (129-200), localisé en Grèce et à Rome, approuve la théorie des quatre tempéraments. Galien, cependant, adopte une approche symptomatique plus simple comme l'étude des états d'âme tels que la tristesse, l'excitation, la confusion et la perte de mémoire.
Quelques dramaturges comme Homère, Sophocle et Euripide décrivent les hommes rendus fous par les Dieux, et des humeurs ou circonstances instables. Le physicien Celsus explique que la démence est véritablement présente lorsque celle-ci est continuelle et lorsque l'esprit est à la merci de l'imagination. Il suppose que les individus doivent guérir à la connaissance philosophique et de leur propre force morale. Il met au grand jour les pratiques communes utilisées pour « guérir » les troubles mentaux soit - une alimentation saine, prises de sang, médicaments, thérapies, incubation dans les temples, exorcisme, incantations, restrictions ainsi que « tortures » (dans le but de restaurer le rationnel) comme la famine, l'intimidation, la peur, la lapidation ainsi que la violence. Un grand nombre, cependant, ne reçoit aucun traitement mais reste aux côtés de leur famille ou errent dans les rues, vulnérables aux agressions et à la dérision. Certains individus se considéraient comme des personnalités célèbres, des animaux, des objets inanimés, ou encore un être mystique venu d'ailleurs. Certains même ont été arrêtés pour des raisons politiques comme Jésus ben Ananias. Romains considéraient Jésus de Nazareth comme un fou insensé et trompé,,.

## Moyen Âge

### Perse, Arabie et Empire ottoman
Les savants perses et arabes étaient grandement impliqués dans la traduction ainsi que l'analyse des textes et concepts grecques. Alors que la civilisation islamique s'étend, plusieurs croyances religieuses se mettent en place. De nouveaux concepts et idées sont développés. Les textes arabes contenaient énormément de descriptions sur la mélancolie. La manie et autres troubles tels que les hallucinations et illusions ont également été décrits. Les troubles mentaux étaient associé à l'égarement, à une perte de raison, à certaines lésions cérébrales et à des nombreuses anomalies spirituelles/mystiques. Al-Balkhi rédige son avis sur la peur, l'anxiété, la colère, la fureur, la tristesse, la déprime ainsi que les obsessions. Il a également  donné son opinion sur l'intelligence et le gain de confiance. Al-Razi (Rhazès) met en avant l'avantage des chocs émotionnels et des problèmes religieux associés à l'esprit. Al-Farabi rédige son opinion concernant les effets thérapeutiques positives de la musique pour apaiser l'âme. Al-Ghazâlî explique que les maladies spirituelles sont dangereuses et qu'elles dérivent depuis l'ignorance envers Dieu. Ibn-Sina (Avicenne) fait une approche psychologique et physiologique, expliquant les conditions telles que les hallucinations, l'insomnie, le vertige, la mélancolie et la manie. Il spécule sur les influences physiologiques cérébrales, les troubles mentaux et également sur les interventions psychologiques. Al-Majusi décrit les maladies en rapport avec le cerveau, ce qui implique perte de mémoire, hypocondrie et amour.
Dans le culte islamique, les individus souffrant de troubles mentaux étaient ne méritaient ni protection, ni traitement médical. Certains pensaient que les troubles mentaux pouvaient être causés par un djin (génie). Les perceptions islamiques dépendaient des traditions locales. Au Maroc, les berbères étaient animistes et le concept de la sorcellerie était associé aux troubles mentaux.
Le premier hôpital psychiatrique est fondé à Bagdad en l'an 705, et les asiles psychiatriques ont été bâtis à Fès au début du VIIIe siècle, au Caire en l'an 800 ainsi qu'à Damas et Alep en l'an 1270. Les patients étaient bénévolement traités à l'aide de bains, médicaments, musiques et autres activités thérapeutiques.

### Europe chrétienne
La folie durant le Moyen Âge en Europe était un mélange de divinité, de mal, de magie et de transcendantalisme. La théorie des quatre tempéraments (bile blonde et noire, phlegme et sang) était appliquée, souvent séparément (question de « physique ») et souvent mélangée avec les théories d'esprits diaboliques (question de « foi »). Arnaud de Villeneuve (1235–1313) allie les « esprits diaboliques » aux théories des quatre tempéraments de Galien et propose la trépanation pour libérer les démons. D'autres remèdes incluaient purges, saignées et flagellations. La folie était également perçue comme une punition pour avoir péché. La théologie chrétienne endosse un nombre de traitements comme la prière pour ceux qui sont étrangers à Dieu et l'exorcisme des individus soi-disant possédés par le diable. Ainsi, bien que les troubles mentaux étaient considéré comme une punition pour avoir péché, d'autres causes ont été également explorées incluant l'alimentation, l'alcool, la surcharge de travail et la souffrance physique. Le frère franciscain Barthélemy l'Anglais (1203 - 1272) suggère que la musique pourrait apaiser les esprits.
Plusieurs périodes de manie dansante ont été dénombrées à l'époque du Moyen Âge, « donnant aux individus toutes les apparences de la démence ». Dès lors, une hystérie collective est déclenchée durant les siècles successifs.
Les familles devaient prendre soin de leurs membres malades. Des intercessions auprès saints-patrons spécifiques (Dymphne de Geel, Romuald de Ravenne, Victurnien, Namphase) sont également demandées par les chrétiens, qui pouvaient également effectuer des pèlerinages vers leurs reliques.

## Périodes moderne

### DuXVIeauXVIIIesiècle

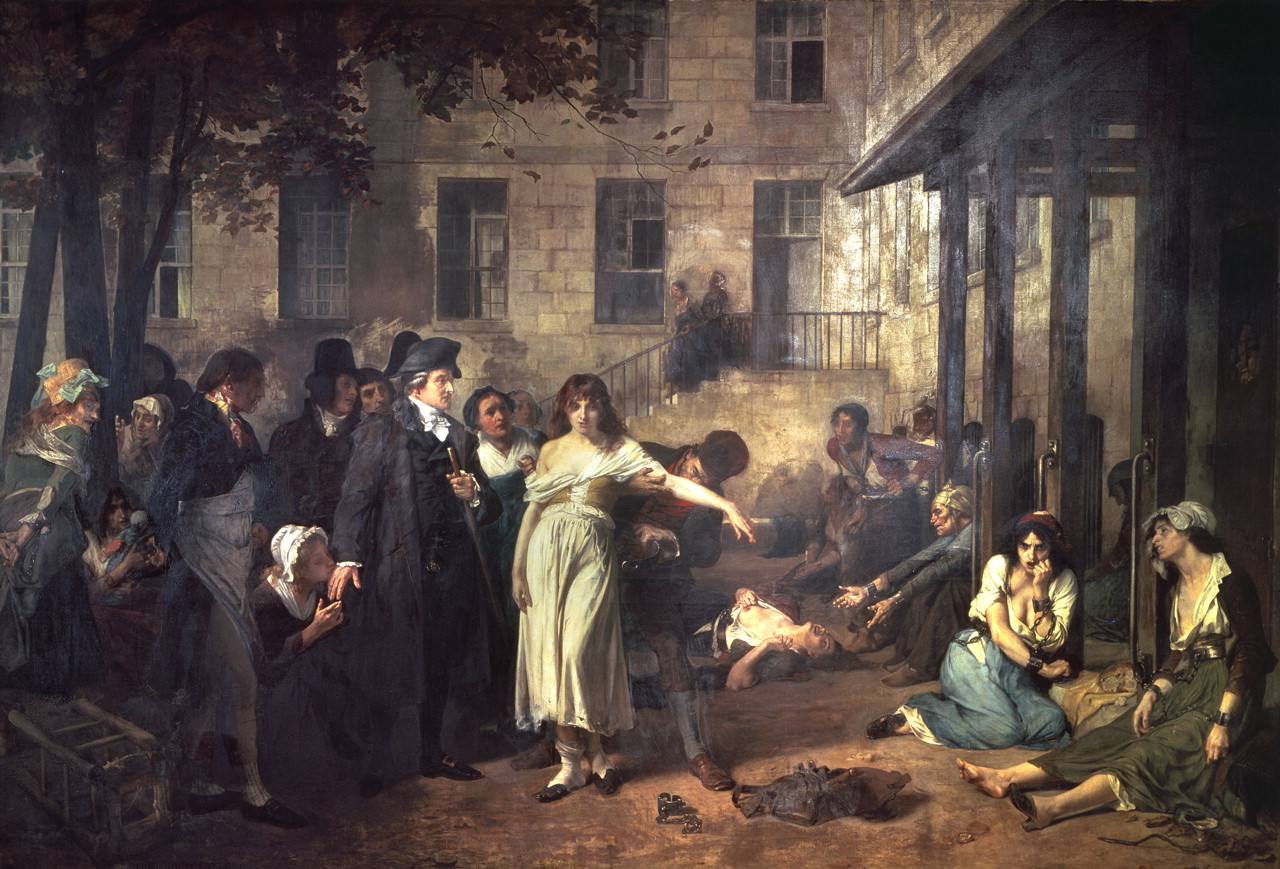
Pinel délivrant les aliénés à la Salpêtrière en 1795. Tableau de Tony Robert-Fleury.

Un bon nombre d'individus atteints de troubles mentaux ont été victimes des chasseurs aux sorcières à l'époque moderne. Les individus potentiellement violents, pour eux-mêmes ou pour leur entourage, étaient forcé à l'isolement. 
La folie a également été décrite dans les œuvres littéraires, comme celles de Shakespeare, ou Éloge de la Folie d'Erasme.
À la fin du XVIIe siècle et durant le siècle des Lumières, la folie est désormais considérée comme un phénomène physique organique, ce qui n'implique plus aucune cause morale, ni spirituelle. Les fous étaient considérés, d'une manière négative, comme des animaux sauvages sans pitié. L'emprisonnement de ces individus devait aider à supprimer leurs pulsions animales. De nombreux traitements somatiques étaient utilisés comme à l'ère du Moyen Âge. Les propriétaires d'asile se vantaient quant à l'utilisation du fouet en guise de remède contre la folie. Le traitement qui leur était infligé dans les asiles publics était barbare, presque similaire aux châtiments corporels faits en prison.
Des concepts basés sur la théorie des humeurs donnent petit-à-petit naissance à des métaphores et terminologies mécaniques et aux autres sciences physiques. De nouveaux schèmes complexes ont été développés dans la classification des troubles mentaux, influencé par le système de classification biologique des organismes et de classification médicale des maladies.
Avec la construction des asiles psychiatriques et la spécialisation dans le domaine médical, il existait une possibilité d'y inclure également l'aide-soignant militaire.  Les asiles pouvaient être un moyen lucratif, et un bon nombre de propriétaires se sont enrichis grâce à ceux-ci. 
Durant la fin du XVIIIe siècle, un mouvement de sensibilisation et de protestation s'est développé pour inclure des approches humaines, psychosociales et personnalisées des patients. Ces militants notables et historiques impliquent Vincenzo Chiarugi ; l'ancien surveillant Jean-Baptiste Pussin ainsi que Philippe Pinel durant la Révolution française ; la Société religieuse des Amis en Angleterre, menée par William Tuke ; et, plus tard aux États-Unis, la militante américaine Dorothea Dix.

### XIXesiècle
Le XIXe siècle, dans le contexte de l'industrialisation et de la croissance démographique, a vu le nombre d'asiles construites exploser dans les pays de l'Ouest . Des lois ont été établies pour aider les autorités à s'occuper des individus jugés fous grâce aux membres de famille de ces individus et du personnel hospitalier. Bien qu'ils soient à l'origine basé sur les concepts et les structures morales, les asiles deviennent surpeuplé par un grand nombre de patients souffrant d'un mélange complexe de problèmes mentaux et sociaux-économiques. 
De nombreux et différents termes de classification et de diagnostic ont été développés par de différentes autorités, prenant ainsi une allure d'approche descriptive anatomique-clinique. Le terme de « psychiatrie » est crédité par le domaine médical et devient académiquement établi. Les psychiatres étaient appelés autrefois "aliénistes" car, selon la perception du public, ces docteurs devaient soigner les individus aliénés par la société ; ils jouent un rôle largement caché du domaine médical.
Aux États-Unis, il était dit que les esclaves qui tentaient de s'échapper souffraient d'un trouble mental nommé drapétomanie. Il a, plus tard, été expliqué que les troubles mentaux étaient rares sous les conditions de l'esclavage mais deviennent une forme plus commune d'émancipation et, encore plus tard, ce trouble mental chez les Afro-Américains faisait suite à un facteur négatif d'évolution ou la cause de nombreuses caractéristiques négatives, et qu'une intervention thérapeutique ne leur convenait pas.
Le nombre d'individus officiellement diagnostiqués de troubles mentaux augmente, cependant. Cela est lié à de nombreux facteurs.

### Début duXXesiècle
Au XXe siècle, la psychanalyse se développe. La classification de Kraepelin gagne en popularité, ce qui implique la séparation des troubles de l'humeur en, ce qui sera plus tard nommé, schizophrénie.
Aux États-Unis, le mouvement pour l'« hygiène mentale », créé au XIXe siècle, prend de l'ampleur et fait de la prévention pour lutter contre la folie dans les domaines cliniques et de la santé publique. Le terme de santé mentale devient plus utilisé, cependant. La psychologie clinique et la relation d'aide se développent en tant que professions dans le domaine psychiatrique. Les théories eugéniques ont mené à la stérilisation contrainte dans certains pays durant de nombreuses décennies. La Première Guerre mondiale a engendré un traumatisme psychologique massive nommé « choc de l'obus ».

### Troisième Reich allemand et Seconde Guerre Mondiale
Sous le Troisième Reich, les malades mentaux étaient l'une des premières cibles de stérilisation contrainte et des programmes d'« euthanasie ». Il est estimé qu'environ 200 000 individus souffrant de troubles mentaux ont été exécutés, mais peu d'ouvrages historiques citent ce massacre. Bien que ces parties aient été omise par l'histoire, les psychiatres et institutions psychiatriques ont tenté de justifier ainsi que de vérifier toutes les atrocités, pour tenter de « faire une connexion » avec l'annihilation des Juifs et autres « nuisibles » comme les homosexuels durant l'holocauste.
Autre part dans le monde, les donations étaient parfois supprimées pour les asiles, particulièrement durant le déclin économique, et lors de périodes de guerre durant lesquelles les patients sont morts à cause de la famine. Les soldats ont reçu une attention psychologique particulière, et la Seconde Guerre mondiale a vu naître le développement, aux États-Unis, d'un nouveau manuel de psychiatrie catégorisant les troubles mentaux, parmi lesquels plusieurs statistiques et diagnostics ont mené à la création du tout premier manuel diagnostique et statistique des troubles mentaux (DSM). Le classification internationale des maladies (CIM) aura plus tard suivi.

### Seconde moitié duXXesiècle
À la suite des crises liées aux asiles psychiatriques, les psychiatres accueillent les clients souffrant de divers problèmes et, entre 1917 et 1970, cette pratique prend de l'ampleur et passe de huit pour cent à soixante-huit pour cent. Le terme de stress, utilisé pour la première fois dans les années 1930, se popularise désignant ainsi les troubles bio-psychosociaux pour être par la suite grandement associé aux troubles mentaux. 
Les lobotomies, les cures de Sakel, la sismothérapie et la chlorpromazine « neuroleptique » ont été utilisées durant la moitié de ce siècle.
Un mouvement antipsychiatrique se forme aux environs des années 1960. La désinstitutionnalisation prend petit-à-petit de l'ampleur lorsque les hôpitaux psychiatriques ont été fermés. Cependant, de mauvais services et des exclusions sociales ont conduit la plupart des patients à être sans-abri ou emprisonnés.
D'autres types de médicaments psychotropes ont été utilisés au fur et à mesure du temps, comme les « énergisants psychiques » et le lithium. les benzodiazépines deviennent grandement utilisés durant les années 1970 contre l'anxiété et la dépression, jusqu'à ce que des problèmes d'addiction ne les remettent en cause. De nouvelles études en neurosciences, et en génétique, se développent. La psychothérapie cognitivo-comportementale est développée. Durant les années 1990, de nouveaux types d'antidépresseurs sont largement prescrits partout dans le monde.
Plus tard, le DSM et la CIM adoptent de nouveaux critères de classification, impliquant un retour au système de Kraepelin. Le nombre de diagnostics dits « officiels » augmente fortement, avant que l'homosexualité, considérée comme une maladie mentale, ne soit rejetée par les droits de l'Homme. Occasionnellement, les différents pays utilisent des manuels alternatifs comme la Classification chinoise des troubles mentaux (CCTM).

### De 2000 à nos jours
Le projet ayant débuté en 2002, les chercheurs et psychologues se focalisent désormais sur l'ouvrage du DSM-5 à l'aide de leur base littéraire qui décrit les critères disponibles désignés par la communauté scientifique .